# Flora (Apayao)
Flora (Bayan ng Flora) är en kommun i Filippinerna. Kommunen ligger på ön Luzon, och tillhör provinsen Apayao. Folkmängden uppgår till 17 391 invånare år 2015.

## Barangayer
Flora delas in i 16 barangayer.
| - Allig - Anninipan - Atok - Bagutong - Balasi - Balluyan - Malayugan - Malubibit Norte | - Poblacion East - Tamalunog - Mallig - Malubibit Sur - Poblacion West - San Jose - Santa Maria - Upper Atok (Coliman) |